# Lago San Pablo

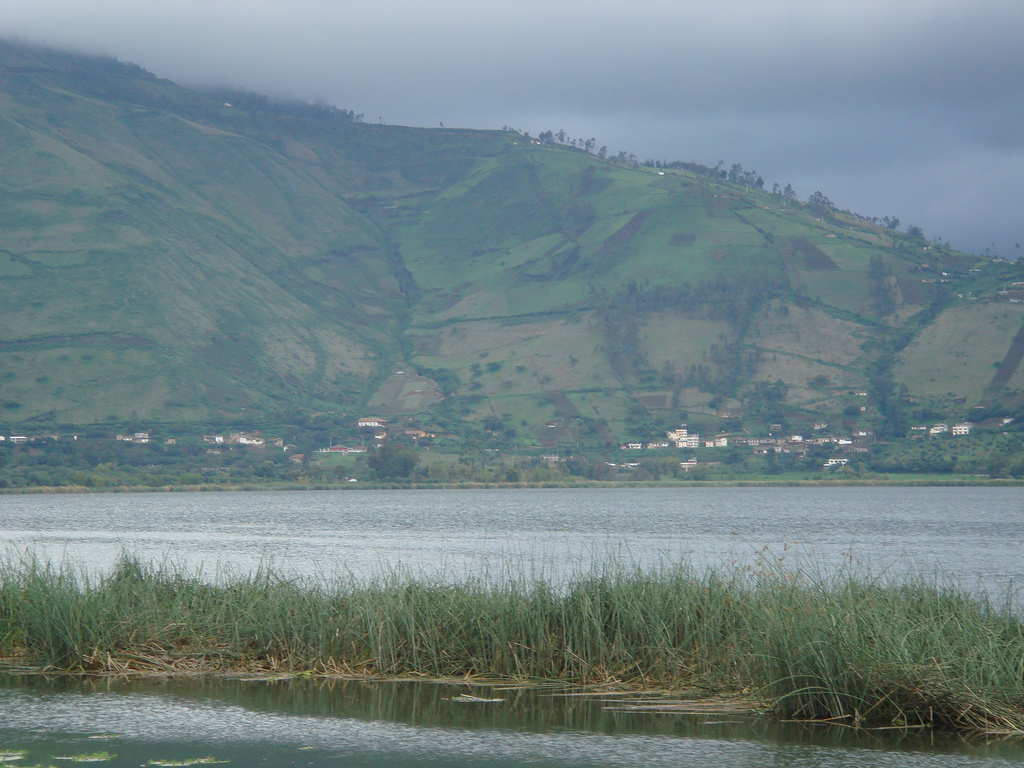
Lago San Pablo

Der San-Pablo-See oder Imbacocha, span. Lago San Pablo, Kichwa: Impakucha („See der Anden-Kletterwelse“: impa „Anden-Kletterwels“, kucha „See“) liegt in der Provinz Imbabura im nördlichen Ecuador, auf 2.660 m Meereshöhe, unterhalb des Vulkans Imbabura, hat eine Wasserfläche von ungefähr 1,8 km² und ist vulkanischen Ursprungs.
Ein Lavastrom hat die natürliche Entwässerung des Tales nach Norden versperrt und damit die Hohlform geschaffen, die der See heute teilweise noch einnimmt. Im Laufe der Zeit hat sich der Fluss Jatunyacu (Hatunyaku, „großes Wasser“), der ihn entwässert, ein Überlaufdurchbruchstal, eine sogenannte Klus, geschaffen und den Seespiegel allmählich auf sein heutiges Niveau gesenkt. Weitläufige, mit dem Schilfgras Totora bedeckte Flächen belegen den Verlandungsvorgang.
Vorherrschende Fischart im Imbakucha-See war früher der Anden-Kletterwels (Astroblepus ubidiai), ein kleiner schwarzer Fisch mit gutem Klettervermögen. 1964 wurde der fischfressende Forellenbarsch (Micropterus salmoides) eingeführt. Seitdem hat der Bestand an Anden-Kletterwelsen stark abgenommen.